# Хрест Бойової Заслуги
Хрест Бойової Заслуги — найвища військова нагорода Української повстанської армії і Української Головної Визвольної Ради. Присвоювалася воякам Української Повстанської Армії і цивільним особам, які відзначилися особливим вояцьким чином, або тим воякам і цивільним особам, які, виконуючи свої обов'язки, відзначилися чи загинули в бою.

## Історія нагороди
- 27 січня 1944 року наказом Головного Командування УПА № 3/44, підписаного Головним Командиром УПА Романом Шухевичем — Тарасом Чупринкою і шефом Головного Військового Штабу (ГВШ) УПА Дмитром Грицаєм — Перебийносом, встановлено військове відзначення Хрест Бойової Заслуги. Наказом також затверджено призначення Хреста Бойової Заслуги[1][2].
- 22 квітня 1945 року УГВР прийняла першу постанову про нагородження повстанців Хрестами Бойової Заслуги, а 25 квітня цього ж року ГВШ видав перший нагородний наказ № 1/45[2].
- 30 травня 1947 року рішенням УГВР призначення Хреста Бойової Заслуги поширено на цивільних осіб — учасників підпілля[3].
- 30 червня 1950 року рішенням УГВР затверджені взірці орденів Хреста Бойової Заслуги[1].
- У 1951 році в Баварії (Західна Німеччина) були виготовлені перші знаки Хрестів Бойової Заслуги[1].
- 12 жовтня 1952 винесено останній наказ № 3/52 з нагородженнями. Після 1952 року жодними бойовими нагородами УПА ні в Україні, ні за кордоном не нагороджували[3].

## Наказ Головного Військового Штабу УПА про встановлення й призначення військових відзначень
Наказом Головного Військового Штабу (ГВШ) УПА ч. 3/44 від 27 січня 1944 року встановлювалося відзначення бойової заслуги за бойові заслуги, працю для Українських Збройних Сил і за рани:

1. Військове відзначення першого ступеня — Золотий Хрест Бойової Заслуги першої кляси. Це відзначення надає Головна Визвольна Рада на внесок Гол. К-ра УПА.
2. Військове відзначення другого ступеня — Золотий Хрест Бойової Заслуги другої кляси. Це відзначення надає Головна Визвольна Рада на внесок Гол. К-ра УПА.
3. Військове відзначення третього ступеня — Срібний Хрест Бойової Заслуги першої кляси. Це відзначення надає Гол. К-р УПА на внесок Краєвого К-ра УПА.
4. Військове відзначення четвертого ступеня — Срібний Хрест Бойової Заслуги другої кляси. Це відзначення надає Гол. К-р УПА на внесок Краєвого К-ра УПА.
5. Військове відзначення п'ятого ступеня — Бронзовий Хрест Бойової Заслуги. Це відзначення надає Крайовий К-р УПА на внесок К-ра Воєнної Округи-Групи.

Військове відзначення бойової заслуги може одержати кожний вояк УПА без різниці ранги і функції за бойові заслуги під час своєї служби в рядах УПА.

### Підстави
1. Всіх вояків УПА, що відзначилися особливим вояцьким чином, представити до надання їм Хрестів Бойової Заслуги, зглядно відзначень нижчих ступенів.
2. Всіх вояків УПА, що, виконуючи свої обов'язки, визначилися в бою особливим вояцьким чином і знайшли смерть на Полі Слави, представити до відзначення Хрестом Бойової Заслуги.

## Процедура
На практиці процедура нагородження Срібним Хрестом Бойової Заслуги відрізнялася від передбаченої у наказі. Між 1945-1946 роками право відзначувати Срібним Хрестом Бойової Заслуги першого класу належало до компетенції УГВР. Аналогічно Срібним Хрестом Бойової Заслуги другого класу до компетенції Головного Військового Штабу (ГВШ) УПА. Проєкти відзначень крайові командири подавали до Головного Командира УПА. Далі, на підставі подання ГК УПА, УГВР приймало постанову про відзначення, а четвертий організаційно-персональний відділ ГВШ виносив наказ. 1946 року був розроблений проєкт подання для внесення кандидатів на відзначення нагородами, що мав наступну форму:
| Псевдо кандидата            | … |
| Функційне становище         | … |
| Округа або команда Відтинка | … |
| Пропозиція відзначення      | … |
| Факти особливих заслуг      | … |

Незважаючи на розроблений проєкт, крайові командири і надалі подавали їх у довільній формі. Тривалість процедури, від моменту подання крайового командира і до винесення наказу, становила від трьох діб до одного року. Старші командири УПА могли вносити зміни до подання.

## Опис

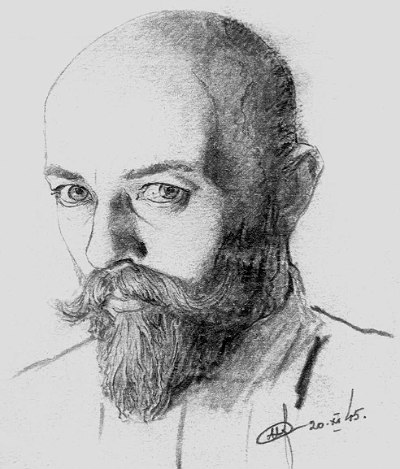
Ніл Хасевич. Автопортрет. 1943

У квітні 1950 року Ніл Хасевич подав до Української Головної Визвольної Ради проєкти нагород УПА із супровідним листом. Залишається не з'ясованим чи митець сам виявив ініціативу в розробці проєктів чи діяв за вказівкою УГВР. В поданих проєктах Ніл Хасевич представив два проєкти Хреста Бойової Заслуги. Проєкти розроблені з огляду на можливість виготовлення нагород в умовах підпілля, без спеціального обладнання і інструментів. Відзнаки були спроєктовані як барельєфи в металі та без використання емалі. Проте взірцем для Хреста Бойової Заслуги послужив проєкт Хреста Заслуги № 1 до якого було додано мечі. Згідно з рекомендаціями Ніла Хасевича, затвердженими УГВР разом з проєктами нагород 30 червня 1950 року, при створенні Хрестів Заслуги може бути використана емаль двох кольорів: синя під тризуб і малинова на раменах хреста. За можливості емаль мала наноситися лише на відзнаки найвищих класів. Зірки-ромбики на стяжці означають клас ордена.
У 1951 році в Баварії (Західна Німеччина) були виготовлені перші зразки Хрестів Бойової Заслуги.
Хрести Бойової Заслуги являли собою першу групу відзнак УПА. Поділялися на Золоті, Срібні і Бронзові. Золоті та Срібні Хрести, крім того, мали ще й по два класи кожний. Хрести бойової заслуги мали загальний дизайн і однаковий розмір (27х27 мм). В основу відзнаки покладено хрест з рівними кінцями, з-під яких вістрям униз виступають схрещені мечі. В центрі хреста розташувався ромб з тризубом. Стрічка до хрестів — темно-червоного кольору з двома горизонтальними чорними смужками. Хрести носили на п'ятикутній колодці, обтягнутій стрічкою.
За твердженням Віталія Манзуренка: 
| Знаки вищого класу того самого ступеня різнилися як кольоровим вирішенням, так і кількістю чотирикутних зірок на стрічці. Наприклад, знак Золотого Хреста Бойової Заслуги першого класу від знаку Хреста другого класу відрізнявся тим, що поле хреста і ромба вищого ступеня було залитим відповідно червоною та синьою емаллю, а крім того, наявністю двох золотих зірок на колодці. На стрічці Срібного Хреста Бойової Заслуги першого класу розташовувалось дві срібні зірочки, а на стрічці другого класу — одна. Хоча й Бронзовий Хрест Бойової Заслуги на класи не поділявся, але на колодці мав одну бронзову зірочку. В Україну з-за кордону нагороди доставляли кур'єри. Вони передавалися вищому командуванню УПА. Але найчастіше провідники підпілля не мали при собі нагород для подальшого вручення. Єдиним документально зафіксованим фактом наявності знаків бойових нагород у вищого керівництва УПА є повний комплект нагород вилучений 23 травня 1954 року при арешті Головного Командира УПА Василя Кука — Леміша. На практиці, зазвичай, нагородженому повстанцю або підпільнику знак нагороди не вручався, а зачитувався наказ чи вручалося тимчасове посвідчення[1]. |
На даний час відтворено нагороди та вручаються нащадкам у такому вигляді :,

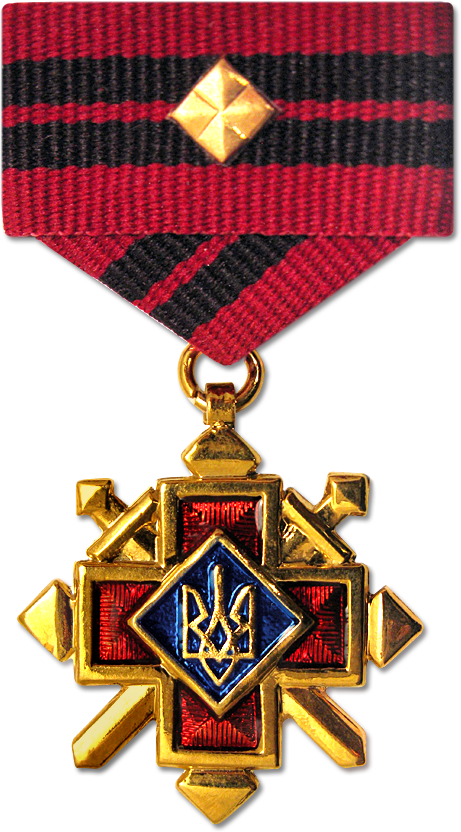
Золотий Хрест Бойової Заслуги першого класу
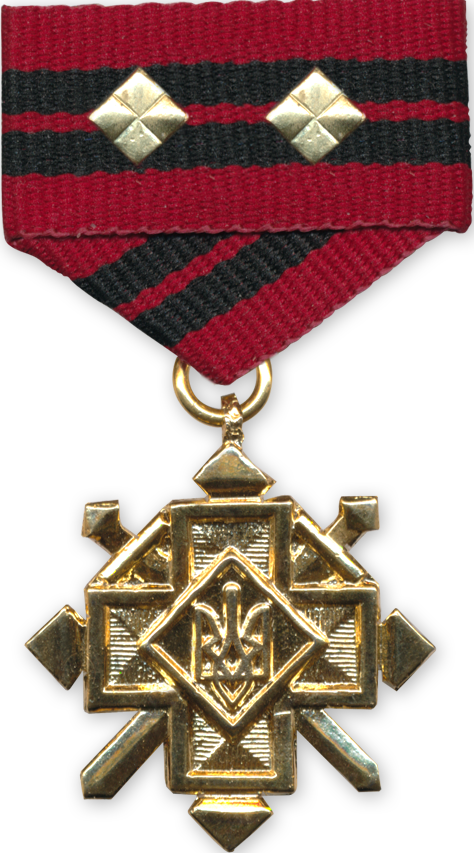
Золотий Хрест Бойової Заслуги другого класу
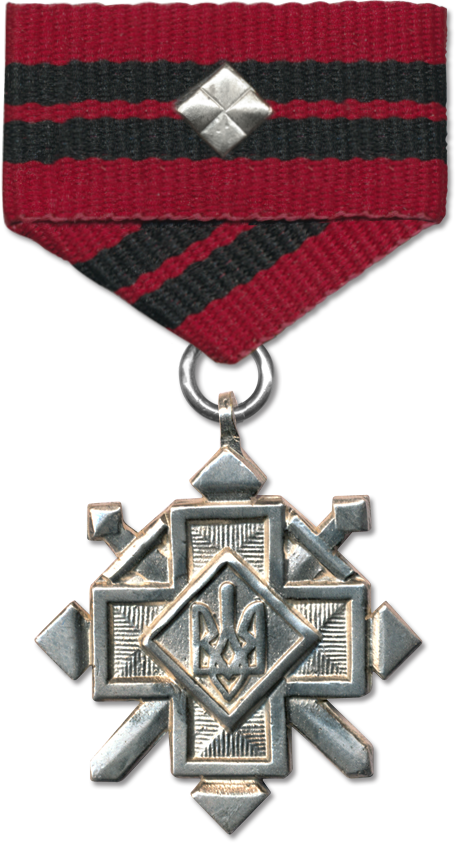
Срібний Хрест Бойової Заслуги першого класу
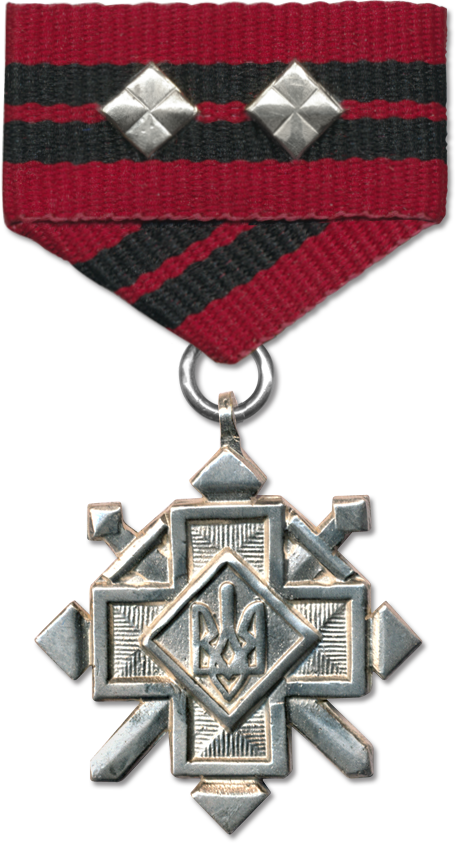
Срібний Хрест Бойової Заслуги другого класу
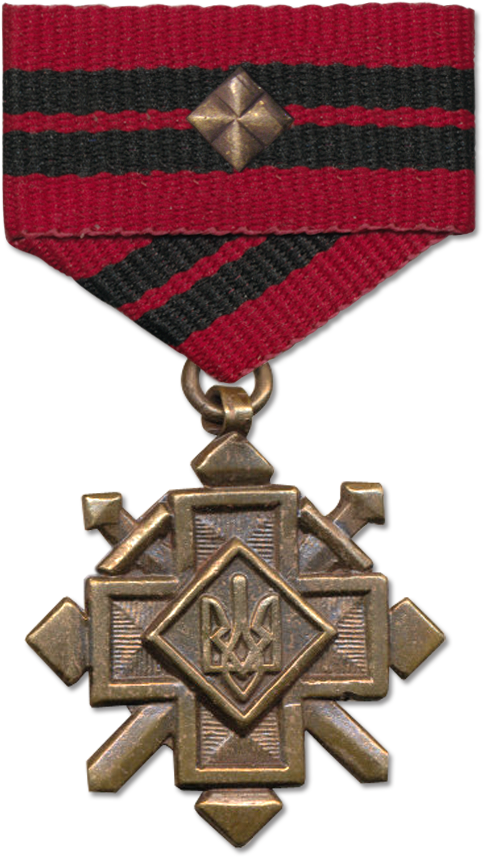
Бронзовий Хрест Бойової Заслуги

## Лицарі Хреста Бойової Заслуги

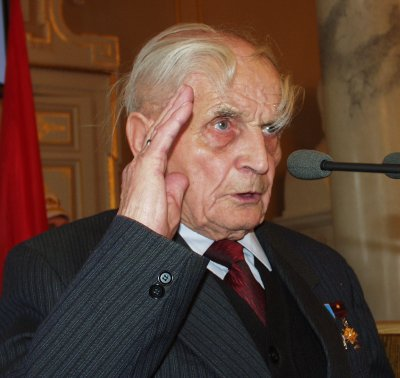
Василь Левкович — Вороний під час урочистої сесії Львівської обласної ради. 2008

Золотим Хрестом Бойової Заслуги першого класу було відзначено 40 повстанців. З них вдалося встановити лише 23. Саме цією нагородою відбулося перше нагородження в історії Української Повстанської Армії. Першими Лицарями Золотого Хреста Бойової Заслуги першого класу згідно з наказом ГВШ ч. 1/45 від 25 квітня 1945 року стали хорунжий Дмитро Карпенко — Яструб, командир куреня «Верховинці» ВО 3 «Лисоня» та хорунжий Дмитро Пелип — Євшан, командир куреня «Галайда» ВО 2 «Буг». Згідно з постановою Української Головної Визвольної Ради від 7 липня 1950 року Головний Командир УПА Роман Шухевич був посмертно нагороджений Золотим Хрестом Бойової Заслуги першого класу, як виняток, наказ на його нагородження ГВШ не виносився.
Золотим Хрестом Бойової Заслуги другого класу відзначено 32 повстанця. Відповідно до наказу ГВШ ч. 1/45 від 25 квітня 1945 року першими цю нагороду одержали майор Федір Польовий — Поль, командир старшинської школи «Олені» групи УПА-«Захід» та поручник Іван Бутковський — Гуцул, командир ВО 4 «Говерла». 5 березня 2008 року на урочистій ХХІІ сесії Львівської обласної ради відбулося вручення ветеранові УПА Василеві Левковичу відзнаки Золотого Хреста Бойової Заслуги другого класу. Василь Левкович — Вороний, командир ВО «Буг» — єдиний із живих ветеранів УПА, який реально отримав бойову нагороду УПА, присуджену йому ще 1946 року.
Срібним Хрестом Бойової Заслуги першого класу відзначено 76 повстанців. З них вдалося встановити лише 37. Першим Лицарем Срібного Хреста Бойової Заслуги першого класу згідно з наказом ч. 1/45 від 25 квітня 1945 року став хорунжий Григорій Котельницький — Шугай, командир ТВ 15 «Яструб» ВО «Буг». Наступні нагороджені — це старший булавний Михайло Хвалібота — Лис, командир ТВ 12 «Климів» ВО «Буг» та старший булавний Іван Паньків — Явір, командир сотні на Миколаївщині. Останнім у когорті Лицарів, нагороджених Срібним Хрестом Бойової Заслуги першого класу, згідно з наказом ч. 3/52 від 12 жовтня 1952 року за підписом останнього Головного Командира УПА Василя Кука — Василя Коваля, став хорунжий Славко (ім'я та прізвище невідомі), член відділу зв'язку ГК УПА.
Срібним Хрестом Бойової Заслуги другого класу відзначено 128 повстанців. З них вдалося встановити лише 31. Першим Лицарем Срібного Хреста Бойової Заслуги другого класу згідно з наказом ч. 1/45 від 25 квітня 1945 року став сотник Микола Дутко — Осип, командир сотні ВО «Сян», обласний референт СБ. Наступні за ним: булавний Готур (ім'я та прізвище невідомі), чотовий сотні «Сіроманці» ВО «Лисоня», та булавний Підступний (ім'я та прізвище невідомі), ройовий сотні «Сіроманці» ВО «Лисоня». Останнім
нагородженим Срібним Хрестом Бойової Заслуги другого класу, згідно з наказом ч. 1/52 від 20 червня 1952 року, став невідомий повстанець — Лопух, УПА-«Південь». Тільки хорунжий Василь Панас — Сивий був двічі нагороджений Срібним Хрестом Бойової Заслуги другого класу.
Бронзовим Хрестом Бойової Заслуги відзначав Крайовий Командир УПА на внесок Командира Воєнної Округи (Групи). Згідно з наказом від 1 листопада 1947 року, з нагоди 5-ліття існування УПА, усі учасники УПА і підпільники народжені 1907 року і раніше, які активно працювали протягом двох років, відзначені Бронзовим Хрестом Бойової Заслуги.
Лише двоє вояків УПА були тричі нагороджені цією нагородою і є повними кавалерами ордену Бойової Заслуги УПА — Василяшко Василь і Дуда Михайло.

## Хрест бойових заслуг
Сучасна відзнака президента України Хрест бойових заслуг наслідує дизайн Ніла Хасевича.